# Friedrich Mohs
Carl Friedrich Christian Mohs (1773-1839) là nhà địa chất học, nhà khoáng vật học người Đức. Ông đã đưa ra thang độ cứng Mohs để kiểm tra độ cứng của các khoáng vật vào năm 1812. Thang đo của ông sử dụng phép thử nghiệm vết vắt có định cỡ cẩn thận.